# EWHL Super Cup 2014/15
Der EWHL Super Cup 2014/15 war die vierte Austragung des EWHL Super Cups. Der Wettbewerb im Eishockey der Frauen wird von der Elite Women’s Hockey League (EWHL) organisiert.

## Modus und Teilnehmer
Die sechs teilnehmenden Mannschaften spielen in einer Einfachrunde Jeder gegen jeden. Ein Spiel geht über 3 × 20:00 Minuten. Für einen Sieg gibt es drei Punkte; für einen Sieg nach Verlängerung (Sudden Victory Overtime) oder Penaltyschießen bekommt der Sieger zwei Punkte, der Verlierer einen.
Neben den letztjährigen Teilnehmern ESC Planegg, ECDC Memmingen und EHV Sabres Wien nahmen in dieser Saison das Team Austrian Selects, das sich aus Spielerinnen der EWHL-Mannschaften DEC Salzburg Eagles, WE-V Flyers und Neuberg Highlanders zusammensetzt, sowie zusätzlich erstmals die EV Bozen Eagles und erneut die ZSC Lions Frauen teil.

## Spiele
| 13. September 2014 | ZSC Lions Frauen | 6:1 | ECDC Memmingen | Zürich Zuschauer: 100 |

| 13. September 2014 | ESC Planegg | 3:0 | Austrian Select | Planegg Zuschauer: 50 |

| 14. September 2014 | ECDC Memmingen | 1:3 | EV Bozen Eagles | Memmingen Zuschauer: 100 |

| 14. September 2014 | Austrian Select | 0:7 | EHV Sabres Wien | Salzburg Zuschauer: 50 |

| 20. September 2014 | ESC Planegg | 6:3 | ECDC Memmingen | Planegg Zuschauer: 50 |

| 27. September 2014 | ZSC Lions Frauen | 5:6 | ESC Planegg | Zürich Zuschauer: 60 |

| 27. September 2014 | ECDC Memmingen | 0:6 | EHV Sabres Wien | Memmingen Zuschauer: 50 |

| 27. September 2014 | Austrian Select | 4:2 | EV Bozen Eagles | Salzburg Zuschauer: 50 |

| 28. September 2014 | ECDC Memmingen | 2:3 | Austrian Select | Memmingen Zuschauer: 50 |

| 28. September 2014 | ESC Planegg | 2:5 | EHV Sabres Wien | Planegg Zuschauer: 60 |

| 11. Oktober 2014 | EHV Sabres Wien | 7:0 | ZSC Lions Frauen | Wien Zuschauer: 150 |

| 12. Oktober 2014 | Austrian Select | 4:3 | ZSC Lions Frauen | Salzburg Zuschauer: 100 |

| 15. November 2014 | EHV Sabres Wien | 5:0 | EV Bozen Eagles | Wien Zuschauer: 100 |

| 31. Januar 2015 19:00 Uhr | EV Bozen Eagles | 7:3 (2:0, 3:2, 2:11) | ZSC Lions Frauen | Palaonda, Bozen Zuschauer: 100 |

|  | EV Bozen Eagles | -:- | ESC Planegg | Bozen |

Die letzte Partie zwischen den EV Bozen Eagles und dem ESC Planegg wurde nicht mehr ausgetragen, da dem EHC Sabres Wien der Sieg nicht mehr zu nehmen war.

## Tabelle
| Platz | Verein           | Land        | Spiele | S3 | S2 | N1 | N0 | Tore  | Tor-Diff. | Punkte |
| ----- | ---------------- | ----------- | ------ | -- | -- | -- | -- | ----- | --------- | ------ |
| 1.    | EHV Sabres Wien  | Osterreich  | 5      | 5  | 0  | 0  | 0  | 30:02 | +28       | 15     |
| 2.    | ESC Planegg      | Deutschland | 4      | 2  | 1  | 0  | 1  | 17:13 | +4        | 8      |
| 3.    | Austrian Selects | Osterreich  | 5      | 1  | 2  | 0  | 2  | 11:17 | −6        | 7      |
| 4.    | EV Bozen Eagles  | Italien     | 4      | 2  | 0  | 0  | 2  | 12:13 | −1        | 6      |
| 5.    | ZSC Lions Frauen | Schweiz     | 5      | 1  | 0  | 2  | 2  | 17:25 | −8        | 5      |
| 6.    | ECDC Memmingen   | Deutschland | 5      | 0  | 0  | 1  | 4  | 07:24 | −17       | 1      |

## Beste Scorer
Abkürzungen: Sp = Spiele, T = Tore, V = Assists, Pkt = Punkte, +/− = Plus/Minus, SM = Strafminuten; Fett: Turnierbestwert
| Spieler             | Mannschaft      | Sp | T  | V | Pkt | SM | +/− |
| ------------------- | --------------- | -- | -- | - | --- | -- | --- |
| Anna Meixner        | EHV Sabres Wien | 5  | 10 | 6 | 16  | 2  | +15 |
| Esther Kantor       | EHV Sabres Wien | 5  | 4  | 7 | 11  | 29 | +11 |
| Isabel Ménard       | ZSC Lions       | 4  | 5  | 4 | 9   | 4  | +1  |
| Regan Boulton       | EHV Sabres Wien | 5  | 3  | 6 | 9   | 4  | +16 |
| Chelsea Furlani     | EV Bozen 84     | 4  | 5  | 2 | 7   | 0  | +2  |
| Eleonora Dalprà     | EV Bozen 84     | 3  | 2  | 5 | 7   | 4  | +4  |
| Kerstin Spielberger | ESC Planegg     | 4  | 5  | 1 | 6   | 0  | +2  |
| Sara Benz           | ZSC Lions       | 5  | 3  | 3 | 6   | 2  | +8  |